# Seznam ukrajinskih biatloncev
Seznam ukrajinskih biatloncev.

## A
- Olga Abramova
- Aleksej Ajdarov

## B
- Nadja Bielkina
- Oleksander Bilanenko
- Darja Blaško
- Jana Bondar
- Natalija Burdiga

## C
- Bogdan Cimbal

## D
- Andrij Derizemlja
- Vjačeslav Derkač
- Anton Dudčenko
- Julija Džima

## H
- Oksana Hvostenko

## K
- Ana Krivonos

## L
- Nina Lemeš
- Taras Lesjuk

## M
- Vitalij Mandzin
- Anastasija Merkušina

## N
- Denis Nasiko

## P
- Marija Panfilova
- Irina Petrenko
- Olena Petrova
- Olena Pidhrušna
- Dmitro Pidručnji
- Artem Prima

## S
- Sergej Sednev
- Vladimir Semakov
- Sergij Semenov
- Valj Semerenko
- Vita Semerenko
- Inna Suprun

## T
- Artem Tiščenko
- Ruslan Tkalenko
- Vitalij Truš

## V
- Tetjana Vodopjanova

## Z
- Olena Zubrilova

## Ž
- Oleksander Žirnij
- Julija Žuravok